# Bärenloh

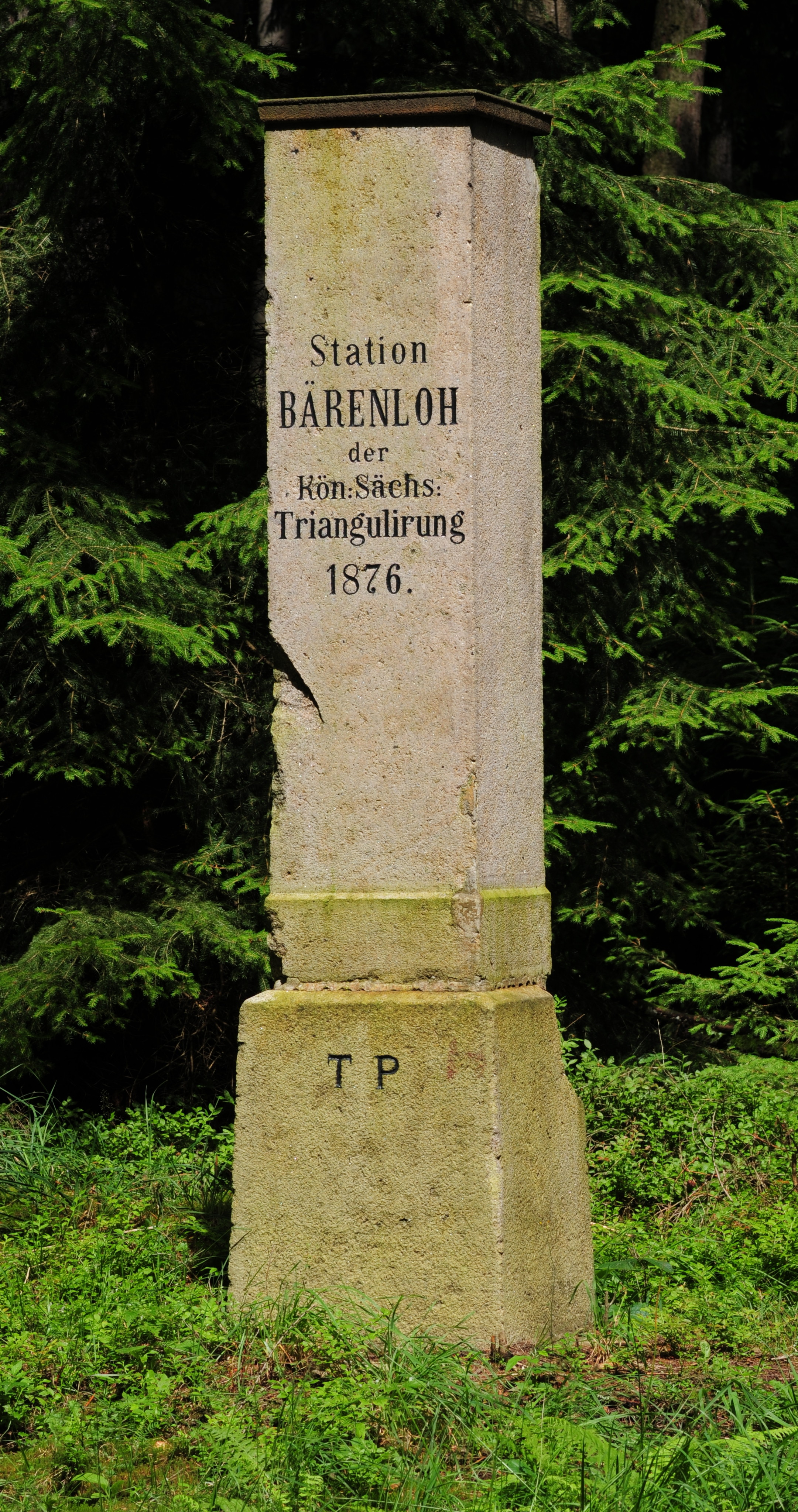
Königlich-sächsische Triangulierung: Station Bärenloher Höhe

Bärenloh ist eine seit jeher zu (Bad) Elster gehörende Häusergruppe im sächsischen Vogtlandkreis. Die Ortslage besteht aus den beiden Teilen Unterbärenloh und Oberbärenloh, die meist zusammen geführt werden.

## Lage
Beide Ortslagen liegen nordwestlich von Bad Elster und südlich von Adorf auf etwa 546 m, teils etwa 500 m von der deutsch-tschechischen Staatsgrenze entfernt und damit im direkten Grenzgebiet von sächsischem und böhmischen Vogtland im Wald. Die beiden Ortslagen liegen jeweils am Unteren bzw. Oberen Bärenlohbach. Der Obere Bärenlohbach fließt vor dem sogenannten Forellenteich in den Unteren Bärenlohbach, der parallel der Straße von Bad Elster durch Unterbärenloh nach Pfannenstiel verläuft. Oberbärenloh liegt südlich von Unterbärenloh.

## Geschichte
Bärenloh ist spätestens 1528 erstmals als in der Bernlohe erwähnt. Spätere Ortsnamensformen sind Pernloher gröschen Gutter (1576), Pernloh (1577), in der Berenlohe (1611), Baͤrenloch oder Baͤrenlohe (1791), Unter Bärenloh (1793), Ober u. Unterbärenloh (1833) und schließlich 1875 Bärenloh. Mindestens von 1583 an gehörten die Häuslerreihen zum Rittergut Elster. 1696 und 1820 sind Vorwerke erwähnt.
| Jahr          | 1583             | 1793                        | 1834 | 1871 | 1890 |
| ------------- | ---------------- | --------------------------- | ---- | ---- | ---- |
| Einwohnerzahl | 7 besessene Mann | 8 besessene Mann, 7 Gärtner | 116  | 226  | 279  |

## Belege
1. ↑  Bärenloh – HOV | ISGV. Abgerufen am 23. August 2023.